# Лукас Скот
Лукас Јуџин Скот је измишљени лик из америчке телевизијске серије „Три Хил“, кога тумачи амерички глумац Чед Мајкл Мари.
Одрастао је само уз мајку, јер га је отац напустио док је још био мали. Његов ујак Кит је заменио очеву фигуру у његовом животу. У средњој школи је играо кошарку за „Гавране“, а тада је почео и да пише свој први роман. Након његовог објављивања, никако није успео да пронађе мотив за свој други роман. Био је и тренер „Гаврана“. Сада је у љубавној вези са Пејтон.
Појављује се у свим епизодама серије које су до сада снимљене.